# 21ª Mostra internazionale d'arte cinematografica di Venezia
La 21ª edizione della Mostra internazionale d'arte cinematografica di Venezia si è svolta a Venezia dal 24 agosto al 7 settembre del 1960. È l'unica edizione diretta da Emilio Lonero.
"L'edizione del 1960 rimane negli annali come la più contestata in assoluto: Visconti subì un'altra sconfitta con un capolavoro straordinario come Rocco e i suoi fratelli, a scapito di un anonimo film del francese André Cayatte, ma il pubblico fischiò a lungo il verdetto durante la serata di premiazione."
Il precedente direttore Floris Luigi Ammannati, criticato dalla giuria della precedente edizione per la qualità dei film selezionati e dalla stampa di indirizzo conservatore per aver ammesso nella selezione un film di Louis Malle, Gli amanti (1958), ritenuto troppo spregiudicato, fu sostituito nel 1960 da Emilio Lonero, segretario del Centro cattolico cinematografico. Lonero fece una chiara presa di posizione indicando come priorità l'affermazione dei valori spirituali nel cinema che, risultando troppo ideologica, provocò le dimissioni della commissione che invece avrebbe preferito criteri impostati sulla libertà e sull'apertura.

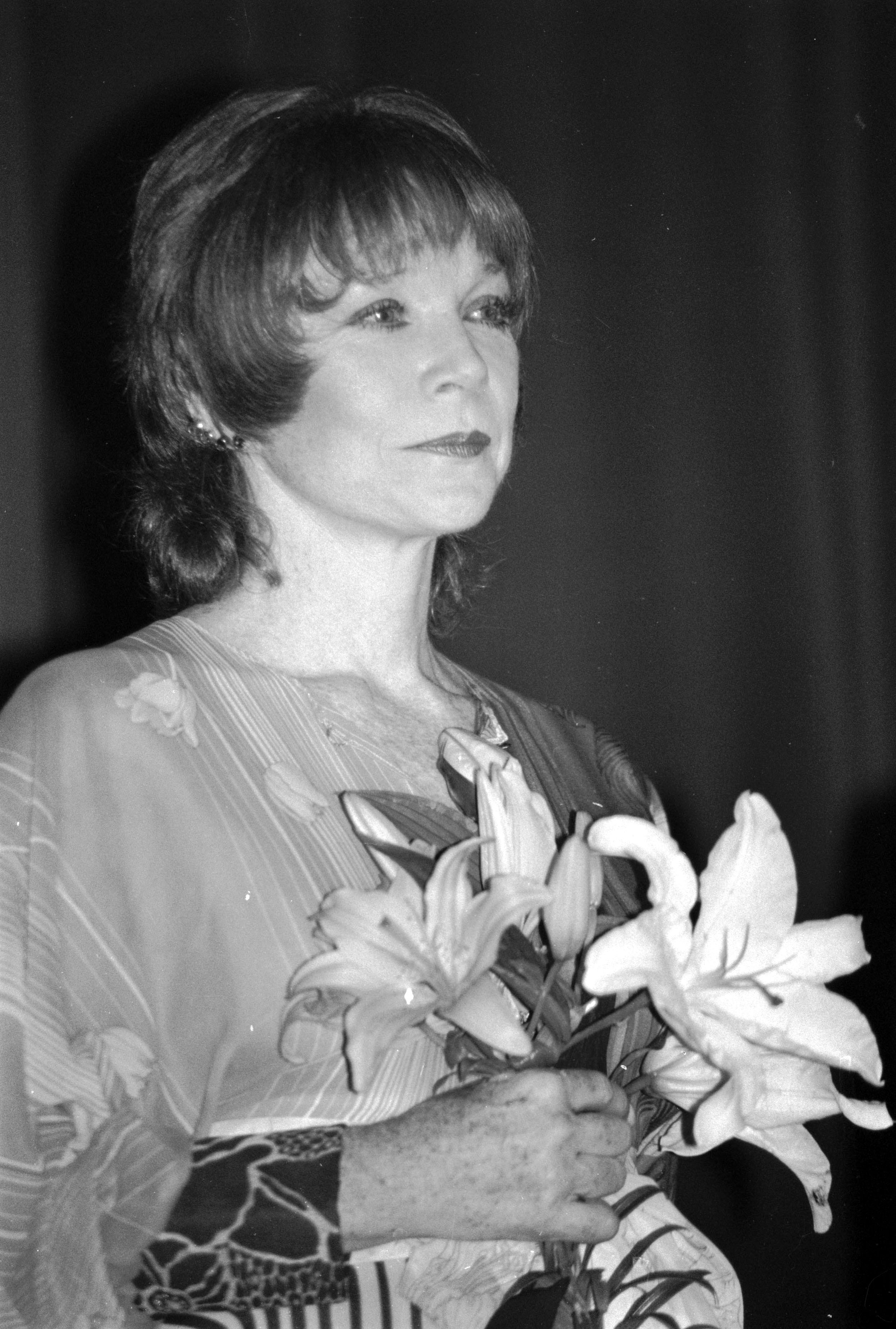
Shirley MacLaine, Coppa Volpi alla miglior attrice 1960

## Giuria
- Marcel Achard (presidente, Francia)
- Peter Baker (Gran Bretagna)
- Luis García Berlanga (Spagna)
- Sergej Bondarcuk (Unione Sovietica)
- Louis Chauvet (Francia)
- Antonino Pagliaro (Italia)
- Mario Praz (Italia)
- Jaime Potenze (Argentina)
- Samuel Steinman (Stati Uniti d'America)
- Jerzy Toeplitz (Polonia).
- Arturo Tofanelli (Italia)

## Premi
I principali premi distribuiti furono:
- Leone d'oro: Il passaggio del Reno (Le passage du Rhin) di André Cayatte
- Leone d'argento: Rocco e i suoi fratelli di Luchino Visconti
- Coppa Volpi al miglior attore: John Mills per Whisky e gloria (Tunes of Glory)
- Coppa Volpi alla miglior attrice: Shirley MacLaine per L'appartamento (The Apartment)

## Sezioni principali

### Film in concorso
- Adua e le compagne, regia di Antonio Pietrangeli (Italia)
- Baltiyskoe nebo, regia di Vladimir Vengerov (Unione Sovietica)
- I cavalieri teutonici (Krzyzacy), regia di Aleksander Ford (Polonia)
- I delfini, regia di Francesco Maselli (Italia)
- L'appartamento (The apartment), regia di Billy Wilder (Stati Uniti d'America)
- Il passaggio del Reno (Le passage du Rhin), regia di André Cayatte (Francia/Italia/Germania Ovest)
- La colomba bianca (Holubice), regia di Frantisek Vlácil (Cecoslovacchia)
- La guerra (Rat), regia di Veljko Bulajić (Jugoslavia)
- La lunga notte del '43, regia di Florestano Vancini (Italia/Francia)
- Le voyage en ballon, regia di Albert Lamorisse (Francia)
- Nessun amore è più grande (Ningen no jôken), regia di Masaki Kobayashi (Giappone)
- Rocco e i suoi fratelli, regia di Luchino Visconti (Italia/Francia)
- Scacco alla follia (Schachnovelle), regia di Gerd Oswald (Germania Ovest)
- Whisky e gloria (Tunes of Glory), regia di Ronald Neame (Regno Unito)

### Film fuori concorso
- Arid lands, regia di John Heyer (Regno Unito)
- Cyklisten, regia di Henning Carlsen (Danimarca) (cortometraggio)
- Il segreto di Pollyanna (Pollyanna), regia di David Swift (Stati Uniti d'America)
- Les collants noirs, regia di Terence Young (Francia)